# 环庚烷
环庚烷（化学式：C7H14），又名软木烷，是七个碳的环烷烃。

## 性质
一般情况下为无色油状液体，不溶于水，但可以与醇、醚、苯等有机溶剂混溶。易燃，其蒸气可以与空气形成爆炸性混合物，遇热源和明火有爆炸和燃烧的危险。
环庚烷蒸汽对眼部、皮肤有刺激性，大量吸入时有麻醉作用。
理论计算显示环庚烷共有四个较为稳定的构象：椅型、船型、扭椅型和扭船型（图）， 其中以扭椅型最为稳定。 环庚烷的衍生物主要采取扭椅型构象。 各个扭椅型结构可通过假旋转作用迅速互相转化。

## 制取
可以通过环庚酮的Clemmensen还原得到。

## 用途
用作非极性溶剂以及化学品和药物的合成中间体。